# Konstantyn X Dukas
Konstantyn X Dukas (ur. 1006, zm. 22/23 maja 1067) – cesarz bizantyjski od 1059.

## Życiorys
Konstantyn Dukas pochodził z jednego z bardziej znanych rodów arystokratycznych cesarstwa, którego członkowie wielokrotnie uczestniczyli w przeszłości w buntach i zamieszkach wewnętrznych. Za panowania Konstantyna Porfirogenety rebelię wszczął Konstantyn Angelos (Dukas), a za panowania Bazylego Andronik Dukas wspierał rebelię Bardasa Sklerosa. Konstantyn był właśnie synem Andronika. W 1057 był westarchą, wspierał opozycję armii wschodniej przeciw Michałowi VI Stratiotikowi, poparł Izaaka I Komnena, który mianował go proedrosem.
W 1057 uchodził za kandydata do tronu i po abdykacji Izaaka I, mając jego poparcie objął władzę (24 XI 1059). Miał poparcie kręgów administracji cywilnej i dawnych stronników Michała Cerulariusza. Jego drugą żoną była Eudoksja Makrembolitissa, siostrzenica Michała Cerulariusza. Miał z nią sześcioro dzieci: trzech chłopców i trzy dziewczynki. Władzę otrzymał dzięki staraniom Michała Psellosa, który wysławia go w swojej Kronice. Mianował swego brata Jana cezarem. Jako cesarz wycofał się z programu reform rozpoczętych przez poprzednika, polegających na wzmocnieniu armii. Praktykował na szeroką skalę dzierżawienie podatków i dokonywał sprzedaży urzędów. Zwiększyły się koszty utrzymania aparatu urzędniczego i Kościoła. Podarunkami utrzymywano przyjazne stosunki obcymi plemionami. W 1061 udaremniono próbę zamachu na cesarza. Cesarstwo nie było w stanie przeciwstawić się ofensywie Turków seldżuckich, którzy w 1064 zdobyli królestwo Ani (Armenia), w 1067 Cezareę. W 1064 Węgrzy zajęli Belgrad. Nie odparto najazdu Uzów na Bałkany (jesień 1064-1065) dokonujących spustoszeń, zaś w 1066 wybuchło powstanie w Tesalii. Normanowie dokonali podboju Apulii i Kalabrii na południu Italii.
W 1066 Konstantyn zapadł na ciężką chorobę. Po śmierci władzę w imieniu małoletniego syna Michała przejęła cesarzowa Eudoksja Makrembolitissa.

## Rodzina
Pierwsza żona – córka Konstantyna Dalassena.
Druga żona – Eudoksja Makrembolitissa, siostrzenica patriarchy Michała Cerulariusza. Miał z nią trzech synów:
- Michała,
- Andronika,
- Konstantyna

oraz trzy córki:
- Annę Aretę – zakonnicę,
- Teodorę – żonę Domenico Selvo, doży weneckiego,
- Zoę – żonę Adriana, brata cesarza Aleksego I Komnena.